# Hrvatski nogometni klub Čitaonica Pula
Hrvatski nogometni klub Čitaonica, hrvatski bivši nogometni klub iz Pule. Osnovan je ratne 1917. godine, u vrijeme zamrla športskog života u Puli. Usprkos zabrani osnivanja novih društava i klubova, puljski Hrvati osnovali su svoj nogometni klub.